# Летичівська селищна рада
Лети́чівська се́лищна ра́да — адміністративно-територіальна одиниця та орган місцевого самоврядування в Летичівському районі Хмельницької області. Адміністративний центр — селище міського типу Летичів.

## Загальні відомості
Летичівська селищна рада утворена в 1944 році.
- Територія ради: 114,23 км²
- Населення ради: 10 571 особа (станом на 1 січня 2015 року)
- Територією ради протікає річка Південний Буг

## Населені пункти
Селищній раді підпорядковані населені пункти:
- смт Летичів

## Склад ради
Рада складається з 30 депутатів та голови.
- Голова ради: Стадник Віктор Миколайович
- Секретар ради: Користіна Галина Олексіївна

### Керівний склад попередніх скликань
| Прізвище, ім'я, по батькові    | Основні відомості                                                | Дата обрання | Дата звільнення |
| ------------------------------ | ---------------------------------------------------------------- | ------------ | --------------- |
| Борисова Людмила Францівна     | Селищний голова, 1957 року народження, позапартійна              | 26.03.2006   | 31.10.2010      |
| Станжицький Леонід Віталійович | Селищний голова, 1963 року народження, освіта вища, безпартійний | 31.10.2010   | 29.08.2013      |
| Стадник Віктор Миколайович     | Селищний голова, 1977 року народження, освіта вища, безпартійний | 25.05.2014   |                 |

Примітка: таблиця складена за даними сайту Верховної Ради України

### Депутати
За результатами місцевих виборів 2010 року:
- Кількість мандатів: 30
- Кількість мандатів, отриманих за результатами виборів: 29
- Кількість мандатів, що залишаються вакантними: 1

#### За суб'єктами висування
| Суб'єкт висування                                       | Кількість обраних депутатів | %    |
| ------------------------------------------------------- | --------------------------- | ---- |
| Самовисування                                           | 5                           | 17,2 |
| Партія регіонів                                         | 4                           | 13,8 |
| Єдиний Центр                                            | 3                           | 10,3 |
| Народна Екологічна партія                               | 3                           | 10,3 |
| Партія «Справедливість»                                 | 3                           | 10,3 |
| Політична партія Всеукраїнське об'єднання «Батьківщина» | 3                           | 10,3 |
| Політична партія «Сильна Україна»                       | 2                           | 6,9  |
| Комуністична партія України                             | 1                           | 3,4  |
| Народна партія                                          | 1                           | 3,4  |
| Партія «Народна влада»                                  | 1                           | 3,4  |
| Політична партія «Нова політика»                        | 1                           | 3,4  |
| Соціалістична партія України                            | 1                           | 3,4  |
| Українська республіканська партія «Собор»               | 1                           | 3,4  |

#### За округами
| № округу                                                | Прізвище, ім'я, по батькові      | Дата визнання обраним | Освіта             | Партійна приналежність                           | Відомості про обраного депутата                                                               |
| ------------------------------------------------------- | -------------------------------- | --------------------- | ------------------ | ------------------------------------------------ | --------------------------------------------------------------------------------------------- |
| Єдиний Центр                                            |                                  |                       |                    |                                                  |                                                                                               |
| 1                                                       | Андрушко Галина Михайлівна       | 02.11.2010            | вища               | член Єдиного Центру                              | Центр соціальних служб для сім'ї, дітей та молоді, директор                                   |
| 6                                                       | Самойлова Олена Григорівна       | 02.11.2010            | середня спеціальна | член Єдиного Центру                              |                                                                                               |
| 10                                                      | Черняхович Наталія Анатоліївна   | 02.11.2010            | вища               | член Єдиного Центру                              | Летичівського районного Центру творчості дітей та юнацтва, директор                           |
| Комуністична партія України                             |                                  |                       |                    |                                                  |                                                                                               |
| 13                                                      | Заболотний Аркадій Іванович      | 02.11.2010            | середня            | позапартійний                                    | приватний підприємець                                                                         |
| Народна Екологічна партія                               |                                  |                       |                    |                                                  |                                                                                               |
| 2                                                       | Катеренчук Тамара Михайлівна     | 02.11.2010            | середня спеціальна | член Народної Екологічної партії                 | Летичівська селищна рада, бухгалтер                                                           |
| 12                                                      | Кашперський Денис Валерійович    | 02.11.2010            | незакінчена вища   | член Народної Екологічної партії                 | приватний підприємець                                                                         |
| 28                                                      | Лобода Володимир Степанович      | 02.11.2010            | незакінчена вища   | член Народної Екологічної партії                 | Летичівської філії ОДА «Спрут», заступник директора                                           |
| Народна Партія                                          |                                  |                       |                    |                                                  |                                                                                               |
| 20                                                      | Штойко Олександр Васильович      | 02.11.2010            | вища               | член Народної партії                             | ДП «Летичівське лісове господарство», провідний інженер з охорони захисту лісу                |
| Партія «Народна влада»                                  |                                  |                       |                    |                                                  |                                                                                               |
| 8                                                       | Ваврик Геннадій Васильович       | 02.11.2010            | середня спеціальна | член Партії «Народна влада»                      | тимчасово не працює                                                                           |
| Партія регіонів                                         |                                  |                       |                    |                                                  |                                                                                               |
| 4                                                       | Кондратюк Людмила Олександрівна  | 02.11.2010            | вища               | член Партії регіонів                             | загальноосвітня школа № 2, вчитель                                                            |
| 14                                                      | Лескова Катерина Степанівна      | 02.11.2010            | вища               | позапартійна                                     | пенсіонер                                                                                     |
| 21                                                      | Вовженяк Володимир Володимирович | 02.11.2010            | середня спеціальна | позапартійний                                    | КП «Летичів-Спецлісгосп», майстер лісу                                                        |
| 26                                                      | Стасюк Людмила Анатоліївна       | 02.11.2010            | вища               | позапартійна                                     | Районний будинок культури, директор                                                           |
| Партія «Справедливість»                                 |                                  |                       |                    |                                                  |                                                                                               |
| 18                                                      | Бадовський Володимир Андрійович  | 02.11.2010            | середня            | член Партії «Справедливість»                     | Летичівський район електромереж, електромонтер                                                |
| 23                                                      | Яловенко Леонід Сергійович       | 02.11.2010            | середня            | член Партії «Справедливість»                     | приватний підприємець                                                                         |
| 24                                                      | Величко Олександро Павлович      | 02.11.2010            | вища               | член Партії «Справедливість»                     | ПП «БМ — Сервіс», виконавчий директор                                                         |
| Політична партія Всеукраїнське об'єднання «Батьківщина» |                                  |                       |                    |                                                  |                                                                                               |
| 9                                                       | Сербіна Раїса Павлівна           | 02.11.2010            | вища               | позапартійна                                     | Летичівська ЦРЛ, лікар                                                                        |
| 19                                                      | Фасенко Тетяна Володимирівна     | 02.11.2010            | вища               | член Всеукраїнського об'єднання «Батьківщина»    | Летичівська загальноосвітня школа № 3, педагог                                                |
| 27                                                      | Няньчук Наталія Леонідівна       | 02.11.2010            | вища               | позапартійна                                     | приватний підприємець                                                                         |
| Політична партія «Нова політика»                        |                                  |                       |                    |                                                  |                                                                                               |
| 22                                                      | Полуденна Наталія Володимирівна  | 02.11.2010            | вища               | член Політичної партії «Нова політика»           | приватний підприємець                                                                         |
| Політична партія «Сильна Україна»                       |                                  |                       |                    |                                                  |                                                                                               |
| 5                                                       | Собчик Олександр Іванович        | 02.11.2010            | середня спеціальна | позапартійний                                    | приватний підприємець                                                                         |
| 30                                                      | Кліпановська Наталія Миколаївна  | 02.11.2010            | вища               | член Політичної партії «Сильна Україна»          | Летичівська селищна рада, секретар                                                            |
| Соціалістична партія України                            |                                  |                       |                    |                                                  |                                                                                               |
| 29                                                      | Брацлавська Світлана Іванівна    | 02.11.2010            | вища               | член Соціалістичної партії України               | ТОВ «Термопласти», технолог                                                                   |
| Українська республіканська партія «Собор»               |                                  |                       |                    |                                                  |                                                                                               |
| 3                                                       | Смакула Руслан Олександрович     | 02.11.2010            | вища               | член Української республіканської партії «Собор» | благочинний УПЦ                                                                               |
| Самовисування                                           |                                  |                       |                    |                                                  |                                                                                               |
| 7                                                       | Сапіташ Олександр Макарович      | 27.12.2010            | середня спеціальна | член Партії регіонів                             | приватний підприємець                                                                         |
| 11                                                      | Бойко Людмила Андріївна          | 26.05.2014            | вища               | позапартійна                                     | Летичівська районна державна адміністрація, начальник відділу                                 |
| 16                                                      | Марущак Світлана Миколаївна      | 02.11.2010            | вища               | позапартійна                                     | Летичівський ясла-садочок № 4, завідувач                                                      |
| 17                                                      | Користіна Галина Олексіївна      | 02.11.2010            | середня спеціальна | позапартійна                                     | Районний центр творчості дітей та юнацтва, керівник гуртків декоративно-прикладного мистецтва |
| 25                                                      | Бальжик Сергій Петрович          | 26.05.2014            | вища               | позапартійний                                    | Фонд соціального страхування з тимчасової втрати працездатності, директор                     |